# Islam in Andorra
De islam in Andorra is een van de voorkomende religies in dat land.
Volgens het Amerikaanse Religious Freedom Report van 2006 leven er momenteel 2000 Noord-Afrikanen in Andorra (van de 72.000) en zij zijn de grootste moslimgroep in het land.

## Bevolking
- Marokkanen (515)
- Turken (112)
- Pakistanen (79)

## Instellingen
De moslimgemeenschap heeft een islamitisch cultureel centrum dat ongeveer 50 studenten van Arabische lessen voorziet. De regering en de moslimgemeenschap zijn het nog niet eens geworden over een systeem dat de scholen in staat zou stellen dergelijke lessen te geven.
Er is geen specifiek gebouwde moskee in Andorra en de regering weigert om land voor een dergelijk project toe te wijzen, omdat er te weinig goedkopere gronden zijn. In 2003 verzocht de lokale imam, Mohamed Raguig, bisschop Joan Martí Alanis om grond van de kerk om een moskee te bouwen. of om binnen een kerk ruimte te maken die als moskee kon worden gebruikt.

## Geschiedenis
Rond 700 veroverden de moslims het gebied van de Visigoten via de Segre-vallei. De moslims vestigen zich niet in Andorra maar gebruikten het als een kortere weg naar Toulouse, Narbonne, Carcassonne en Nîmes.
De Slag bij Poitiers en de Slag bij Roncesvalles markeerden het einde van deze expedities naar het andere deel van de Pyreneeën.
Volgens Antoni Filter i Rossell in zijn geschiedenisboek Manual Digest (1748), kwamen in 788 vijfduizend Andorrezen, geleid door Marc Almugàver,  Karel de Grote te hulp in de Vall de Carol in de strijd tegen de moslims. Na de slag gaf Karel de Grote zijn bescherming aan Andorra en verklaarde hen tot een soeverein volk.